# Uwe Becker (Theologe, 1961)
Uwe Becker (* 31. Oktober 1961 in Bremen) ist ein deutscher evangelischer Theologe und Professor für Altes Testament an der Friedrich-Schiller-Universität Jena.

## Leben
Er studierte von 1980 bis 1985 Theologie in Bethel und Bonn, war dann von 1985 bis 1989 Assistent bei Antonius H. Gunneweg, Professor für Altes Testament in Bonn, und wurde schließlich 1989 mit einer Arbeit über das Richterbuch promoviert. 1992 wurde er in der Evang.-Luth. Kirche in Oldenburg ordiniert und arbeitete dann an seiner Habilitationsschrift über die Entstehung des Jesaja-Buches in einem Forschungsprojekt, das von dem Alttestamentler Otto Kaiser geleitet wurde. Er habilitierte sich 1996 in Göttingen, vertrat in den Jahren 2000–2003 verschiedene Lehrstühle an den Universitäten zu Halle (Saale), Frankfurt (Main) und Jena, bis er 2003 den Ruf auf den Lehrstuhl in Jena annahm.
Seine Forschung ist besonders auf die Prophetie, die Theologie des Alten Testaments und dessen Hermeneutik ausgerichtet.
Seine bekanntesten Werke sind sein Buch zum Propheten Jesaja und das Methodenbuch Exegese des Alten Testaments.

## Werke
- Richterzeit und Königtum – Redaktionsgeschichtliche Studien zum Richterbuch (= Beihefte zur Zeitschrift für die Alttestamentliche Wissenschaft, 192). De Gruyter, Berlin / New York 1990 (Reprint 2019), ISBN 978-3-11-012440-8 (E-Book: ISBN 978-3-11-087287-3; Dissertation, Universität Bonn, 1989; 326 Seiten; Verlagsbeschreibung).
- Jesaja – von der Botschaft zum Buch (= Forschungen zur Religion und Literatur des Alten und Neuen Testaments (FRLANT), 178). Vandenhoeck & Ruprecht, Göttingen 1997, ISBN 3-525-53862-6 (Habilitationsschrift, Universität Göttingen, 1996).
- Exegese des Alten Testaments. Ein Methoden- und Arbeitsbuch. 1. Auflage. Mohr Siebeck, Tübingen 2005 (5., überarbeitete Auflage 2021), ISBN 978-3-8252-4368-5 (utb-Präsentation mit Link auf Leseprobe).
- über 40 Aufsätze in Fachzeitschriften und Sammelbänden[1]